# Mohelno
Mohelno là một chợ huyện thuộc huyện Třebíč, vùng Vysočina, Cộng hòa Séc.